# 高知市東部総合運動場野球場
高知市東部総合運動場野球場（こうちしとうぶそうごううんどうじょうやきゅうじょう）は、高知県高知市の高知市東部総合運動場内にある野球場。ただしメインスタンド正面の銘板の表記は高知市東部野球場となっている。施設は高知市が所有し、高知市スポーツ振興事業団が指定管理者として運営管理を行っている。

## 歴史
1991年開場。福岡ダイエーホークスが高知市野球場などとともに春季キャンプ地として使用したが、ダイエーは2004年から宮崎県宮崎市にキャンプ地を移転した。その後、2005年から2015年までオリックス・バファローズ二軍が第2次キャンプを行ったほか、現在はオリックスの秋季キャンプが行われており、四国アイランドリーグ選抜チームと交流戦も実施された。2007年は、ウエスタン・リーグ公式戦も行われた。また2007年から韓国プロ野球・SKワイバーンズの春季・秋季キャンプも実施されている。
過去には、ウエスタン・リーグが実施している秋季教育リーグ「黒潮リーグ」「よさこいリーグ」が開催された。2004年10月24日の当球場でのよさこいリーグ 大阪近鉄バファローズ対福岡ダイエーホークス戦は近鉄は球団消滅前の、ダイエーは球団身売り前の最後の試合となった。
2005年からは四国アイランドリーグplusに所属する高知ファイティングドッグスの本拠地野球場としても使用されてきたが、高知市野球場のナイター設備が2012年に完成したことで、2012年度の日程では開催予定試合数が1試合と大きく減少した。予定された1試合が雨天中止となって代替試合を別の球場で開催したため、リーグ発足から初めて公式戦の開催がないシーズンとなった。その後2013年から2015年までは毎年1試合（2014年は福岡ソフトバンクホークス三軍との定期交流戦）が開催されたが、2016年は開催がなかった。2017年は2年ぶりに1試合が開催された。2018年は当初から、また2019年は予定されていた1試合が中止となり、2年間開催がなかったが、2020年は5試合（うち2試合はソフトバンク3軍との交流戦）、2021年は交流戦2試合、2022年は公式戦1試合が開催された。しかし、2023年以降は再び開催がなくなっている。
2015年11月には、メジャーリーグベースボールのサンディエゴ・パドレスが、野球教室や日本で初めてとなるトライアウトを実施した。

## 施設概要
- 両翼：94メートル、中堅：120メートル
- 内野：土、外野：天然芝
- 収容人員：8,200人
- スコアボード：磁気反転式
- 照明設備：なし

## 運動場内その他の施設
- 多目的グラウンド（軟式野球用のサブ球場）
- 打撃・投球練習場
- くろしおアリーナ（体育館）
- 短水路プール
- テニス場
- トレーニングルーム

## 交通
- 電車・バスの場合：JR高知駅からとさでん交通桟橋線に乗車、はりまや橋停留場下車。とさでん交通バスはりまや橋バス停から前浜車庫行きに乗車、東部球場前バス停下車 徒歩3分（バスの本数が少ないので注意）
- 最寄りのインターチェンジ：高知自動車道 高知インターチェンジもしくは南国インターチェンジ